# 山賀晴代
山賀 晴代（やまが はるよ、1981年1月26日 - ）は、日本の女優、声優。新潟県生まれ。懸樋プロダクション所属。

## 人物
高校時代に新潟市民芸術文化会館（りゅーとぴあ）の開館記念公演に参加。
以後、新劇の演出家・栗田芳宏に師事し、新潟県内の短大の文学科に籍を置きつつ芝居に没頭する。
青年座の津嘉山正種にその芝居を評価され、上京を決意。現在は東京に拠点を移して活動している。

## 出演
太字はメインキャラクター。

### テレビドラマ
- 相棒 season12 第16話（2014年[3]）

### テレビアニメ
- ルパン三世 PART5（2018年、女兵士）

### 吹き替え

#### 映画
- アサシネーション・ネーション（ナンシー・レイシー〈アニカ・ノニ・ローズ〉）
- インスタント・ファミリー 〜本当の家族見つけました〜（シャロン〈ティグ・ノタロ〉）
- ウェディング・テーブル
- ゴースト・イン・ザ・シェル（ラドリヤ〈ダヌーシャ・シャマル〉）
- 死霊館 エンフィールド事件（アニタ・グレゴリー〈フランカ・ポテンテ〉）
- チョコレートドーナツ（マリアンナ〈ジェイミー・アン・オールマン〉）
- ドクター・ストレンジ（ドクター・ブルナー〈エイミー・ランデッカー〉[4]）
- ハイドリヒを撃て!「ナチの野獣」暗殺作戦（マリー・コヴァルニコヴァー〈シャルロット・ルボン〉[5]）
- パワー・ゲーム（ジュディス・ボルトン〈エンベス・デイヴィッツ〉）
- ボストン ストロング 〜ダメな僕だから英雄になれた〜（エリン・ハーレイ〈タチアナ・マスラニー〉）
- LION/ライオン 〜25年目のただいま〜（ルーシー〈ルーニー・マーラ〉）
- ロシアン・スナイパー（リュドミラ・パブリチェンコ〈ユリア・ペレシルド〉）

#### ドラマ
- イカゲーム シーズン2（チョ・ヒョンジュン〈パク・ソンフン〉）
- クリミナル・マインド（ケイシー）
- コペンハーゲン/首相の決断（ニーテ）
- ザ・ラストシップ（マヤ・ギブソン三等兵曹〈フェリシア・クーパー〉）
- 高い城の男（ジュリアナ・クレイン〈アレクサ・ダヴァロス〉）
- 私はラブ・リーガル シーズン6 （レイチェル）
- MACGYVER/マクガイバー シーズン2 （サマンサ・ケイジ〈イザベル・ルーカス〉）

#### アニメ
- シュガー・ラッシュ:オンライン（リトル・デビー[6]）

### 舞台
KURITAカンパニー
- りゅーとぴあ能楽堂シェイクスピアシリーズ　第一弾〜第七弾
- ルーマニア国際シェイクスピア・フェスティバル　「冬物語」劇場版06（ハーマイオニ）

　クライオヴァ国立劇場大ホール/ルーマニア
- 国際シェイクスピア・フェスティバル　ヨーロッパツアー　「冬物語」劇場版08

　ハンガリー/ルーマニア/モルドヴァ/ポーランド/ドイツ
- ポーランド国際シェイクスピア・フェスティバル「ハムレット」（ガードルード）
- 「シラノ・ド・ベルジュラック」（ロクサアヌ）
- 「テンペスト」（妖精エアリエル/王子ファーディナンド）
- 「王女メディア」（王女メディア）
- 「卒都婆小町」（老婆）
- 「道成寺」（清子）

### その他
- 地球ドラマチック「洞窟に眠る新種の人類」（ボイスオーバー）